# Jekaterina Alexejewna Awdejewa

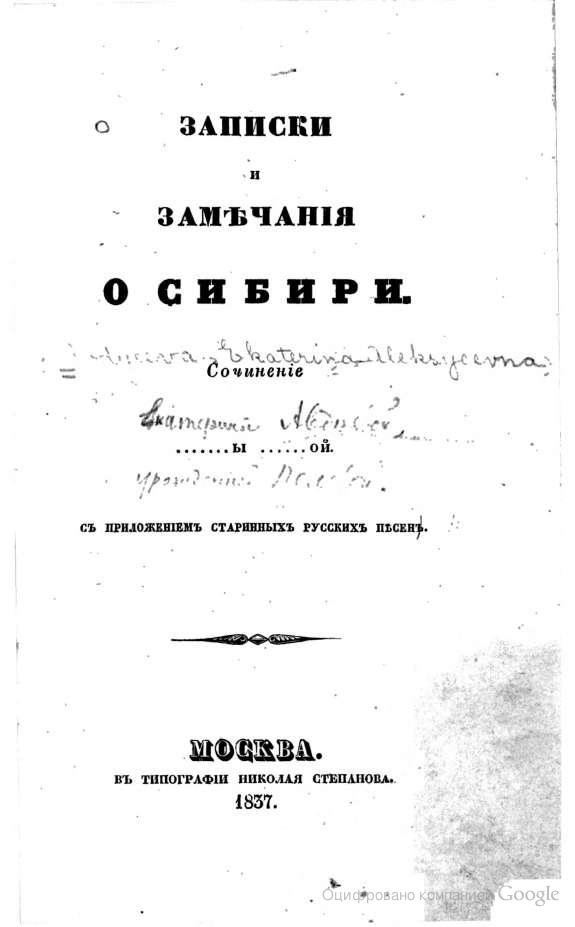
Cover des Buches "Hinweise und Kommentare zu Sibirien. Mit der Anwendung der alten russischen Lieder."

Jekaterina Alexejewna Awdejewa, geborene Jekaterina Alexejewna Polewaja (russisch Екатери́на Алексе́евна Авде́ева урождённая Полевая; * 5. Augustjul. / 16. August 1788greg. in Kursk; † 21. Julijul. / 2. August 1865greg. in Dorpat) war eine russische Schriftstellerin.

## Leben
Jekaterina Alexejewna war Tochter eines Kursker Kaufmanns und ältere Schwester von Nikolai Alexejewitsch Polewoi und Xenophon Alexejewitsch Polewoi. Sie wuchs in Irkutsk auf und genoss keine systematische Bildung. Mit 14 Jahren heiratete sie den Irkutsker Kaufmann Pjotr Petrowitsch Awdejew, mit dem sie zunächst ein Jahr im Hause ihres Schwiegervaters in Kjachta lebte. Danach lebte das Paar in Irkutsk und reiste viel in Sibirien. Fünf Kinder wurden geboren.
1815 verwitwete Jekaterina Awdejewa. 1820 verkaufte sie das Haus in Irkutsk und ließ sich mit ihren Kindern in Kursk nieder. 1830, als alle Kinder das Haus verlassen hatten, fuhr sie nach Odessa und später nach Moskau. Einige Zeit lebte sie in Dorpat, wo ihr Schwager Universitätsprofessor war. 1841 ließ sie sich in St. Petersburg nieder, und ab 1863 plagte sie sich mit der Führung einer Musterfarm auf Pachtland bei Nowgorod. Ab 1861 erhielt sie eine Rente der Gesellschaft zur Unterstützung hilfsbedürftiger Literaten und Wissenschaftler bis zu ihrem Tode.
Awdejewa begann erst spät zu schreiben und zu publizieren. Ihr erstes Buch Aufzeichnungen und Bemerkungen über Sibirien mit einem Anhang mit alten russischen Liedern erschien 1837 in Moskau mit einem Vorwort ihres jüngsten Bruders  Xenophon Polewoi. Das Buch wurde ins Tschechische, Deutsche und Englische übersetzt, und Alexander Nikolajewitsch Pypin hielt es für eins der ersten besonders ethnographischen Bücher Russlands. Auch ihr Buch Aufzeichnungen über das alte und neue russische Alltagsleben mit den in den Vaterländischen Notizen und verschiedenen Sammelwerken veröffentlichten Aufsätzen zeigte einen ethnographischen Charakter und erschien mit einem Vorwort ihres jüngeren Bruders  Nikolai Polewoi 1842 in St. Petersburg.
Awdejewa war Autorin der populären Bücher:
- Handbuch der russischen Hausfrau, erschienen 1842 mit vielen Neuauflagen bis 1877,
- Taschenkochbuch, erschienen 1842 mit neunter Auflage 1871,
- Allgemeines Haushaltsbuch – mit einem Anhang zu Arzneimitteln und Sekretärsarbeiten.

Der kommerzielle Erfolg dieser und ähnlicher Bücher führte zur Herstellung analoger Bücher unter Missbrauch ihres Namens.
Awdejewa veröffentlichte 1848 das Russische Liederbuch oder Sammlung der besten und beliebtesten Lieder, Romanzen, Vaudevilles und Couplets bekannter Schriftsteller. In den Vaterländischen Notizen erschienen ihre belletristischen Erzählungen Russische Sagen, die Soldatenfrau (1847) und Ein schreckliches Gewitter (1848).
Awdejewa gab 1844 Russische Märchen für Kinder, von dem Kindermädchen Awdotja Stepanowna Tscherepjejewa erzählt heraus (8. Auflage 1881) mit sieben russischen Volksmärchen, sie sich bald im Repertoire der Anfangslektüre der Kinder fest etablierten. Ihre Märchen wurden in die Russischen Volksmärchen Alexander Nikolajewitsch Afanassjews aufgenommen, und Wladimir Jakowlewitsch Propp bezeichnete sie als erste Originalaufzeichnungen aus dem Mund des Volkes.